# Chub

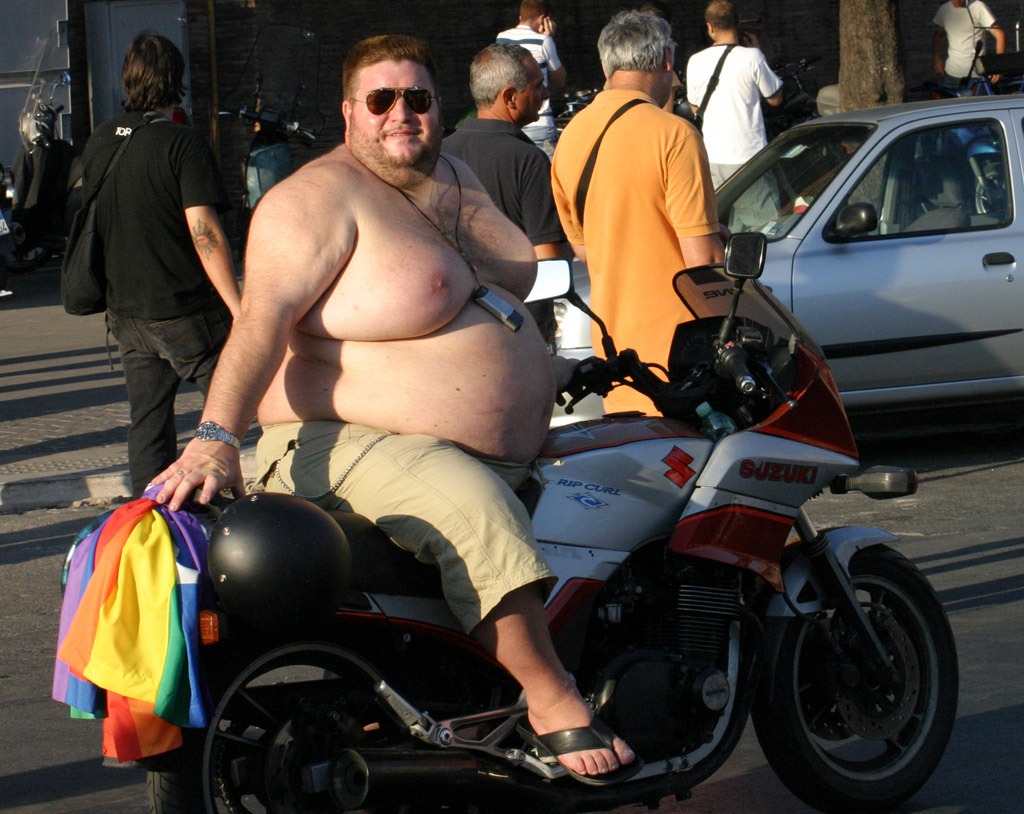
一个猪骑着自行车。

猪族（英語：chub）指的是超重或肥胖，且自认为猪圈文化（英語：chubby culture）一员的男同性戀群体。虽然熊和猪之间有所重叠，且二者并无明显的界限，但是猪有自己独特的亚文化和社群。存在着专门针对这种亚文化的酒吧、组织和社交活动，使社群成员能够相互交往并发展社交网络。一些熊可能会自认为是猪，但是猪不一定参与熊圈的亚文化。喜欢猪族的人通常被称为“喜猪妹”（英語：chubby chaser）。